# Гудман, Элисон
Элисон Гудман (англ. Alison Goodman; род. 18 августа 1966, Мельбурн, Австралия) — австралийская писательница. Автор романов для детей. Трехкратный лауреат престижной австралийской премии Ауреалис, одной из двух национальных наград для писателей, работающих в жанре фантастики и фэнтези.

## Биография
Элисон Гудман родилась 18 августа 1966 года в Мельбурне. Окончила Мельбурнский университет со степенью магистра искусств. Её первый роман «Пение блюза Собачьих Звёзд» (англ. Singing the Dogstar Blues), опубликованный в Австралии в 1998 году,  был удостоен премии Ауреалис в номинации «Лучший роман для подростков». В июле 2007 года детский криминальный триллер писательницы «Убийство Кролика» был опубликован в США и номинирован на премию «Дэвитт».
Первая книга фантастической дилогии писательницы «Две жемчужины мудрости» была опубликована в Австралии и Великобритании в середине 2008 года, и в США в конце декабря того же года, но под другим названием — «Эон: возрождённый драконий глаз» (англ. Eon: DragonEye Reborn). Впоследствии эта книга была переведена на одиннадцать языков, включена в список для чтения Международной ассоциации читателей 2010 года и удостоена премии Ауреалис в номинации «Лучший фантастический роман».

## Сочинения
- «One Last Zoom at the Buzz Bar» (1994)
- «Dead Spyders» (1997)
- «Singing the Dogstar Blues» (1998)
- «The Real Thing» (2006)
- «Killing the Rabbit»(2007)
- «The Two Pearls of Wisdom» (2008)
- «Eona » (2011)
- «A New Kind of Death » (2012)
- «The Dark Days Club: A Lady Helen Novel» (2016)

#### На русский язык переведены романы
«Эон. Возвращение заклинателя» / Eon (2008)  
«Эона. Последняя заклинательница драконов» / Eona (2011)  
«Клуб „Тёмные времена“» / Lady Helen and the Dark Days Club (2015)  
«Соглашение клуба „Тёмные времена“» / Lady Helen and the Dark Days Pact (2016)  

## Награды
Книги Элисон Гудман, удостоенные премии Ауреалис:
- 2017, в номинации «Роман для подростков» — «Соглашение клуба "Тёмные времена"» / Lady Helen and the Dark Days Pact (2016)[3]
- 2008, в номинации «Роман фэнтези» — «Эон. Возвращение заклинателя» / Eon (2008)
- 1998, в номинации «Роман для подростков» — «Пение блюза Собачьих Звёзд» / Singing the Dogstar Blues (1998)